# Les Contemporains (hebdomadaire)

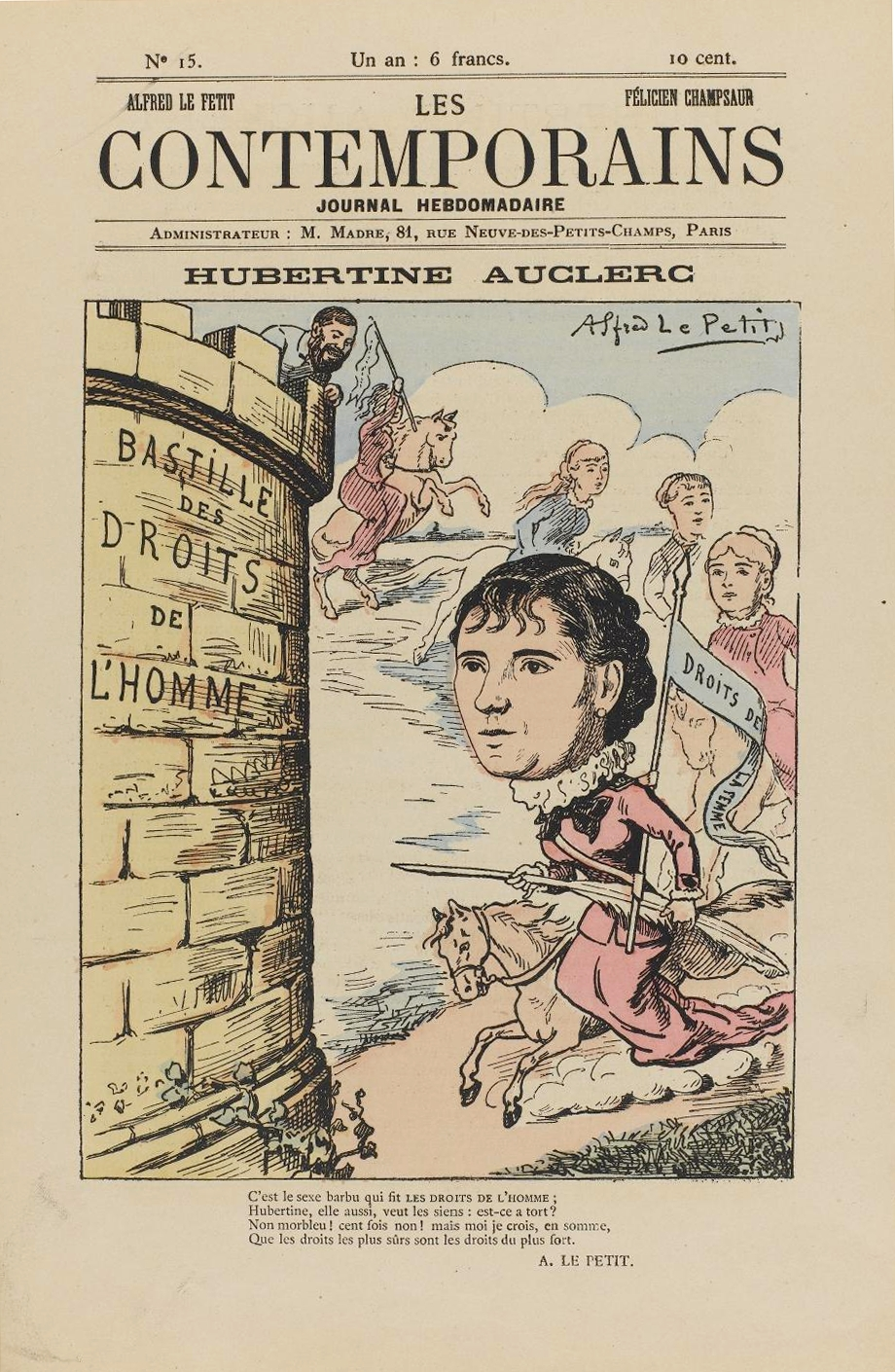
Hubertine Auclert, portrait charge par Alfred Le Petit pour le n°15 (1881).

Les Contemporains est un hebdomadaire satirique français publié à Paris, fondé en 1880 par Félicien Champsaur et Alfred Le Petit. Publié sur quatre pages, le journal est vendu 10 centimes.

## Contexte
La formule, outre qu'elle s'inspire d'une célèbre collection de monographies publiée par Gustave Havard et d'un journal dirigé par Eugène de Mirecourt vingt ans plus tôt, reprend celle qui a fait le succès des Hommes d'aujourd'hui lancée en 1878 par Félicien Champsaur avec André Gill comme dessinateur : le portrait-charge d'une personnalité en première page et sa biographie humoristique à l'intérieur. Mais seulement 43 numéros seront produits de décembre 1880 à décembre 1881. Sur les 43 personnalités mises en lumière une bonne moitié avait aussi fait l'objet d'un numéro des Hommes d'aujourd'hui et Champsaur réutilise ces textes qu'il avait écrits pour Les Hommes d'aujourd'hui
Dans le premier numéro, Félicien Champsaur présente ainsi ses intentions :
« J'ai dessein de portraiturer les célébrités du jour passagères ou durables. Il y a deux ans j'osai cette entreprise difficile avec la collaboration de Gill. Un défilé nouveau va commencer, et Alfred Le Petit, au crayon malin et habile, caricaturera les passants. Cette époque appelle beaucoup la caricature. Nous vagabonderons, en indépendants, à travers l'art, la finance, le théâtre, le journalisme, le high life, le demi-monde, la littérature, et nous serons pas toujours respectueux des gloires d'une semaine. »

## Liste des numéros
- 01 : Léon Gambetta
- 02 : Henri Rochefort
- 03 : Louise Michel
- 04 : Victorien Sardou
- 05 : Émile de Girardin
- 07 : Émile Zola
- 08 : Juliette Adam
- 09 : Alphonse Daudet
- 10 : Auguste Vacquerie
- 11 : Charles-Ange Laisant
- 12 : Alexis Louis Trinquet
- 13 : Léontine Massin
- 14 : Georges Clemenceau
- 15 : Hubertine Auclert
- 16 : Victor Hugo
- 17 : Francisque Sarcey
- 18 : Agénor Bardoux
- 19 : Carolus-Duran
- 20 : Adelina Patti[3]
- 21 : Coquelin cadet
- 22 : Jules Claretie
- 23 : Jeanne Samary
- 24 : Albert Robida
- 25 : Sophie Croizette
- 26 : Paul de Cassagnac
- 27 : Léo Taxil
- 28 : Sarah Bernhardt
- 29 : Édouard Manet
- 30 : Aurélien Scholl
- 31 : Louis Blanc
- 32 : Alfred Le Petit
- 34 : Coquelin aîné
- 35 : Léon Cladel
- 36 : Saint-Genest
- 37 : Alfred Grévin
- 38 : Jules Cornély (Jean Joseph Cornély)
- 39 : Edmond Got
- 40 : Anna Judic
- 41 : André Gill
- 42 : Edmond About
- 43 : [à préciser]